# Talitrus saltator
Talitrus saltator (Montagu, 1808), noto comunemente come pulce di mare, è un piccolo crostaceo marino della famiglia Talitridae.
Di lunghezza compresa tra gli 8 ed 16 mm, è diffuso lungo le coste dell'Europa e particolarmente presente nel mare Adriatico.
Il nome comune del piccolo crostaceo deriva dalla capacità di effettuare piccoli salti, ottenuti dalla contemporanea contrazione dell'addome e della flessione delle zampe.